# Salvador Urbina, Ángel Albino Corzo
Salvador Urbina är en ort i Mexiko.   Den ligger i kommunen La Concordia och delstaten Chiapas, i den sydöstra delen av landet, 800 km sydost om huvudstaden Mexico City. Salvador Urbina ligger 797 meter över havet och antalet invånare är 553.
Terrängen runt Salvador Urbina är kuperad österut, men västerut är den bergig. Salvador Urbina ligger nere i en dal. Runt Salvador Urbina är det ganska glesbefolkat, med 28 invånare per kvadratkilometer. Närmaste större samhälle är Nueva Palestina, 7,6 km öster om Salvador Urbina. I omgivningarna runt Salvador Urbina växer i huvudsak städsegrön lövskog.